# Strigoderma teapensis
Strigoderma teapensis är en skalbaggsart som beskrevs av Bates 1888. Strigoderma teapensis ingår i släktet Strigoderma och familjen Rutelidae. Inga underarter finns listade i Catalogue of Life.